# Albert Morancé
Pour les articles homonymes, voir Morancé (homonymie).
Albert Marcel Morancé est un éditeur français de livres et de revues d'art né le 14 janvier 1874 au Mans et mort le 30 octobre 1951 à Paris.

## Biographie
Albert Morancé est le fils d'Eugénie Honorine Lautru et de Charles Morancé.
Après son baccalauréat ès lettres, il crée son activité d'éditeur au 30-32, rue de Fleurus et devient président du conseil de gérance des Éditions Albert Morancé.
Il a épousé Yvonne Barbotin à Saint-Nazaire le 9 février 1904, fille de l'avoué et avocat Gaston Barbotin, maire de Châteaubriant. 
En deuxièmes noces il épouse Suzanne Longat le 3 novembre 1931 à Paris.
Mobilisé en 1914-1918 il est affecté au 48e R.I puis devient officier d'administration des services de l'intendance. Il fut membre du conseil d'administration du lycée du Mans, membre du Conseil municipal du Mans (1910-1919), conseiller du commerce extérieur (1912-1925), président du Consortium des Métiers d'art et d'architecture.
Vers la fin des années 1920, il devient le chef des services commerciaux et techniques de la Réunion des musées nationaux : à ce titre, il édite, avec le conservateur Paul Angoulvent, les catalogues de la chalcographie du Louvre, de l'atelier de moulages et les éditions du musée.
La Société historique du VIe arrondissement l'inscrit parmi ses membres en 1929.
Il est fait chevalier de la Légion d'honneur en 1930.
Son fils, Gaston Morancé (1904-1992), reprend en 1951 la direction de la maison et anime un temps le Centre des hautes études américaines.

### Ses domiciles parisiens
- no 53 rue de Vaugirard,
- no 4 avenue du Docteur-Brouardel
- no 179 boulevard Saint-Germain où il meurt.

## Les éditions Albert Morancé

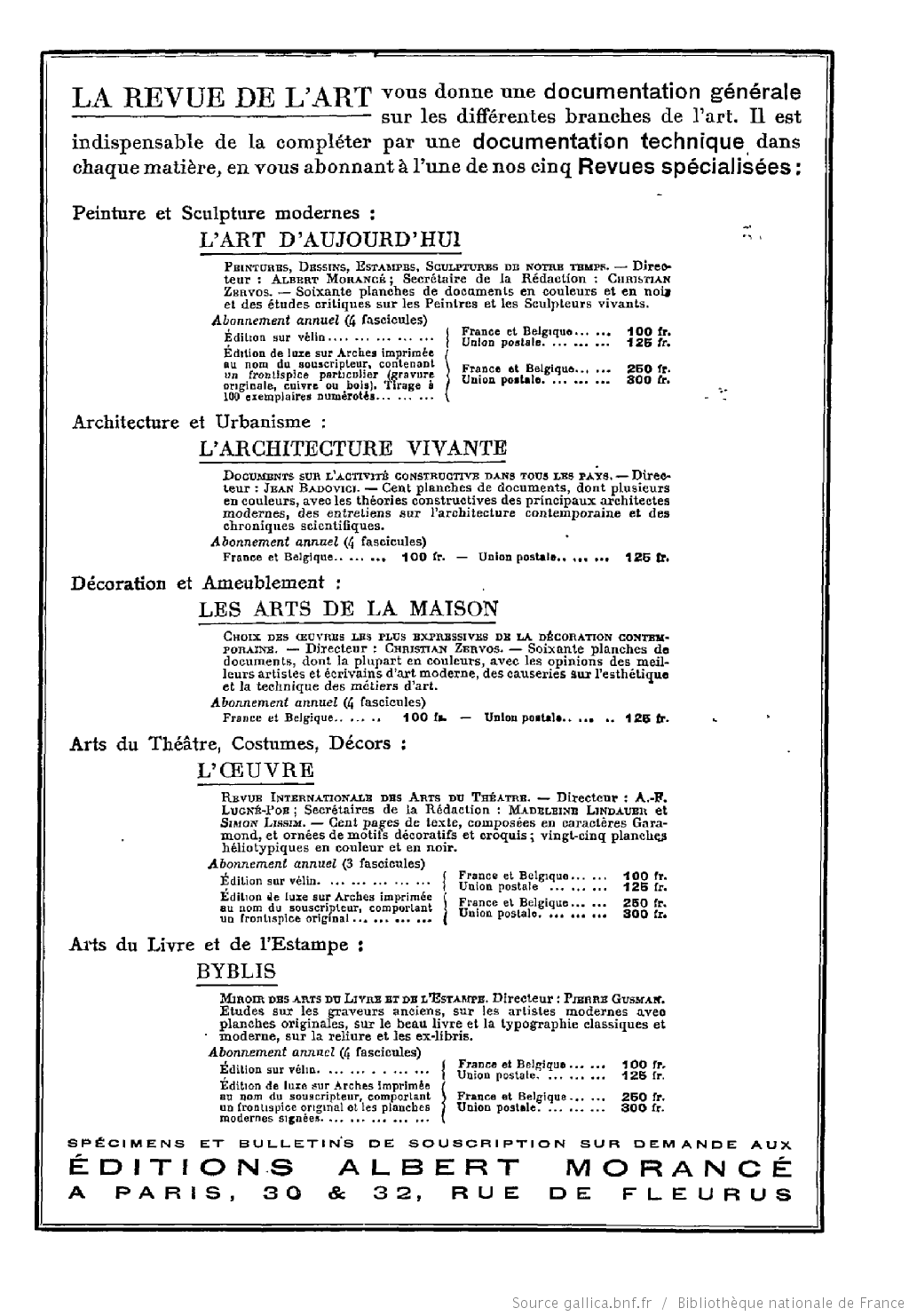
Publicité pour les revues des éditions Albert Morancé (in La Revue de l'art ancien et moderne, 1925).

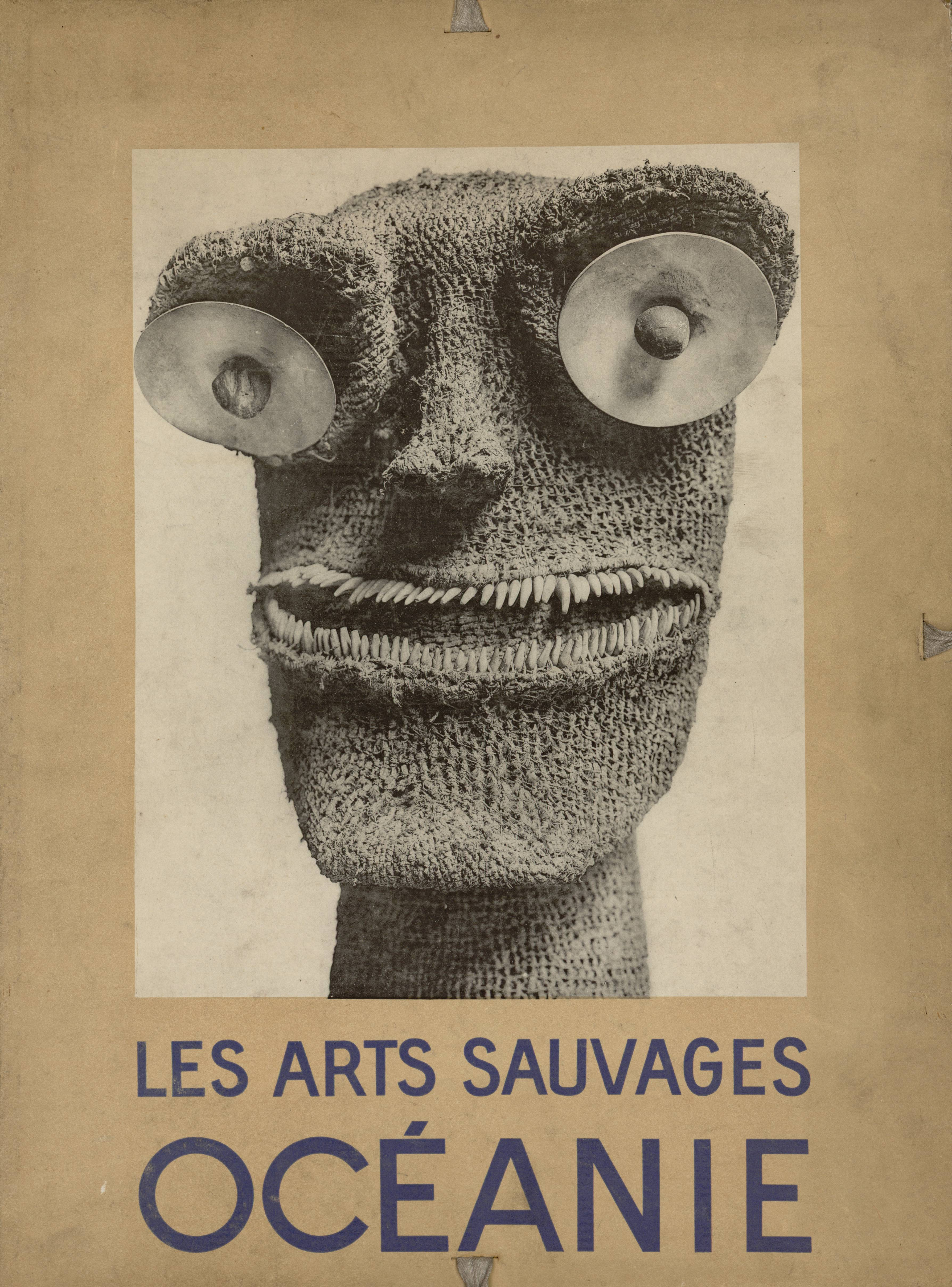
Les Arts sauvages - Océanie, série publiée en 1930 par André Portier et François Poncetton.

Albert Morancé doit sa célébrité à la maison d'édition spécialisée dans les beaux-arts et l’architecture qu'il fonde[Quand ?], les éditions Albert Morancé.

### Acquisition de la libraire Bance aîné et fils devenu «fonds Morel»
Une des plus célèbres maisons d’édition spécialisées dans les ouvrages d’art et d’architecture et l'édition d'estampes – la « Librairie centrale d’architecture » (1849) –, héritière des frères Bance, fut vendue à Auguste Jean Morel (1820-1869), grand commerçant de livres, pour en faire le célèbre « fonds Morel ».
Albert Morancé rachète une partie du « fonds Morel » au libraire suisse établi à Paris Charles-Jean Eggimann, vers 1906. Sa maison d'édition s'intitula désormais comme « successeur du fonds Morel », puis « Librairie centrale d'art et d'architecture, Ancienne Maison Morel, fondée en 1780 » afin de promouvoir ce label de qualité auprès de sa clientèle d'amateur.

### Développements
Son catalogue comprend des collections et des revues comme les « Cahiers de l'encyclopédie d'architecture », L'Art d'aujourd'hui (qu'il dirige), Les Arts de la maison, les « Documents d’art » en collaboration avec le Louvre, L'Œuvre (une reprise de la revue de Lugné-Poe). Ces revues et documents se déclinent sous forme d'ouvrage monographique et donnent lieu également à des guides.
Durant l'hiver 1921-1922, il lance, sous la direction de Louis Barthou et Pierre Gusman, la revue Byblis, qui compte 10 volumes parus jusqu'en 1931, et plus de 500 gravures.
En 1923, il lance une revue d'architecture avant-gardiste, L'Architecture vivante, dirigée par Jean Badovici.
En janvier 1926, il héberge Christian Zervos qui lance les Cahiers d'art, lesquels s'émancipent dès novembre suivant.
Par la suite, les éditions Albert Morancé s'orientent vers les monographies d'art en publiant une grande diversité d'artistes et d'architectes modernes (Raoul Dufy, Le Corbusier, Picasso) ou plus populaires comme la série issue de la revue L'Art d'aujourd'hui construite à partir des collections du Louvre.
Léon Rosenthal publie chez Albert Morancé, le « guide du visiteur » des Musées du Palais des Arts de la ville de Lyon (1927) et le luxueux album Florilège des musées du Palais des arts de Lyon, dans la collection « Florilège des musées de France » (1928). Rosenthal a aussi contribué à la revue Byblis.
L'entreprise a été reprise à sa mort, en octobre 1951, par son fils, Gaston Morancé (1904-1992).